# Le Crès
Ne doit pas être confondu avec Le Cros.
Le Crès [lə kʁɛs] (en occitan Lo Crèç [lu 'krɛs]) est une commune française située dans l'est du département de l'Hérault en région Occitanie, faisant partie de Montpellier Méditerranée Métropole.
Exposée à un climat méditerranéen, elle est drainée par le Salaison, le ruisseau de Cassagnoles et par deux autres cours d'eau.
Le Crès est une commune urbaine qui compte 9 267 habitants en 2022, après avoir connu une forte hausse de la population depuis 1962. Elle est dans l'agglomération de Montpellier et fait partie de l'aire d'attraction de Montpellier. Ses habitants sont appelés Cressois et Cressoises.

## Géographie
Le Crès se situe à 6 km environ à l'est de Montpellier. La partie sud de son agglomération est traversée par la route départementale 613 (ancienne N113) se dirigeant vers Nîmes, dans le Gard. La partie nord possède la route départementale 65 ou route de Jacou, qui détourne le trafic routier vers le nord de Montpellier.
Le Crès se situe à mi-chemin entre la mer Méditerranée et les premiers reliefs du pic Saint-Loup plus au nord. Son environnement composé autrefois de garrigues est aujourd'hui dominé par les habitations. Le poumon vert de la commune se situe le long des berges du cours d'eau du Salaison, qui a donné son nom à la partie nord de la ville, et autour du lac, occupant une superficie de deux hectares. Les zones de garrigues se réduisent à mesure de l’avancée des nouvelles constructions.
Son climat est de type méditerranéen, avec des étés chauds et secs, des automnes pluvieux et des hivers venteux. La proximité de la mer (environ à 12 km à vol d'oiseau) permet toutefois un écrêtement des températures l'été et à contrario des gelées moins sévères et moins fréquentes l'hiver.
L'influence de la mer diminue à mesure que l'on s'éloigne de la commune par le nord avec des extremums de température plus prononcés.
Les vents proviennent de deux directions principales : le sud-est, on parle de vent marin généralement doux et humide l'hiver, et frais l'été.
Le mistral, vent froid et sec l'hiver, sec l'été et parfois très chaud quand il joue le rôle de foehn.
Avec une densité de 1 489 hab./km2, Le Crès est la 4e commune la plus dense de Montpellier Méditerranée Métropole, derrière Montpellier et ses deux voisines, Jacou et Castelnau-le-Lez.

### Communes limitrophes et proches
Les communes limitrophes sont  Castelnau-le-Lez, Jacou, Saint-Aunès, Teyran et Vendargues.
| Teyran (3.79 / 5,75 km) Jacou (2.44 / 3,69 km)                                                   | Vacquières (21.66 / 26,09 km)                        | Montaud (11.19 / 13,59 km) Saint-Drézéry (9.62 / 13,04 km) St-Jean-de-Cornies (11.72 / 15,30 km) Castries (5.08 / 6,61 km) Vendargues (2.67 / 3,97 km) |
| Castelnau-le-Lez-nord (3.07 / 4,37 km)                                                           | Crès                                                 | St-Aunès-nord (3.25 / 4,65 km) Parc d'activité Saint-Antoine                                                                                           |
| Castelnau-le-Lez-centre (2.24 / 4,47 km) Montpellier-est (5.17 / 7,57 km) Quartier Port Marianne | Montpellier-est Domaine de Grammont (3.51 / 5,05 km) | St-Aunès-centre (2.46 / 3,20 km) Pérols (10.23 / 15,02 km)                                                                                             |

### Climat
En 2010, le climat de la commune est de type climat méditerranéen franc, selon une étude s'appuyant sur une série de données couvrant la période 1971-2000. En 2020, Météo-France publie une typologie des climats de la France métropolitaine dans laquelle la commune est exposée à un climat méditerranéen et est dans la région climatique  Provence, Languedoc-Roussillon, caractérisée par une pluviométrie faible en été, un très bon ensoleillement (2 600 h/an), un été chaud (21,5 °C), un air très sec en été, sec en toutes saisons, des vents forts (fréquence de 40 à 50 % de vents > 5 m/s) et peu de brouillards.
Pour la période 1971-2000, la température annuelle moyenne est de 14,3 °C, avec une amplitude thermique annuelle de 16,4 °C. Le cumul annuel moyen de précipitations est de 703 mm, avec 5,9 jours de précipitations en janvier et 2,8 jours en juillet. Pour la période 1991-2020, la température moyenne annuelle observée sur la station météorologique la plus proche, située sur la commune de Mauguio à 6,56 km à vol d'oiseau, est de 0,0 °C et le cumul annuel moyen de précipitations est de 0,0 mm,. Pour l'avenir, les paramètres climatiques de la commune estimés pour 2050 selon différents scénarios d'émission de gaz à effet de serre sont consultables sur un site dédié publié par Météo-France en novembre 2022.

### Milieux naturels et biodiversité
Aucun espace naturel présentant un intérêt patrimonial n'est recensé sur la commune dans l'inventaire national du patrimoine naturel,,.

## Urbanisme

### Typologie
Au 1er janvier 2024, Le Crès est catégorisée grand centre urbain, selon la nouvelle grille communale de densité à sept niveaux définie par l'Insee en 2022.
Elle appartient à l'unité urbaine de Montpellier, une agglomération intra-départementale regroupant 22  communes, dont elle est une commune de la banlieue,,. Par ailleurs la commune fait partie de l'aire d'attraction de Montpellier, dont elle est une commune du pôle principal,. Cette aire, qui regroupe 161 communes, est catégorisée dans les aires de 700 000 habitants ou plus (hors Paris),.

### Occupation des sols
L'occupation des sols de la commune, telle qu'elle ressort de la base de données européenne d’occupation biophysique des sols Corine Land Cover (CLC), est marquée par l'importance des territoires artificialisés (67,5 % en 2018), en augmentation par rapport à 1990 (54,3 %). La répartition détaillée en 2018 est la suivante : 
zones urbanisées (46,1 %), cultures permanentes (21,7 %), zones industrielles ou commerciales et réseaux de communication (16,2 %), milieux à végétation arbustive et/ou herbacée (5,7 %), espaces verts artificialisés, non agricoles (5,2 %), forêts (5,1 %), zones agricoles hétérogènes (0,1 %). L'évolution de l’occupation des sols de la commune et de ses infrastructures peut être observée sur les différentes représentations cartographiques du territoire : la carte de Cassini (XVIIIe siècle), la carte d'état-major (1820-1866) et les cartes ou photos aériennes de l'IGN pour la période actuelle (1950 à aujourd'hui).

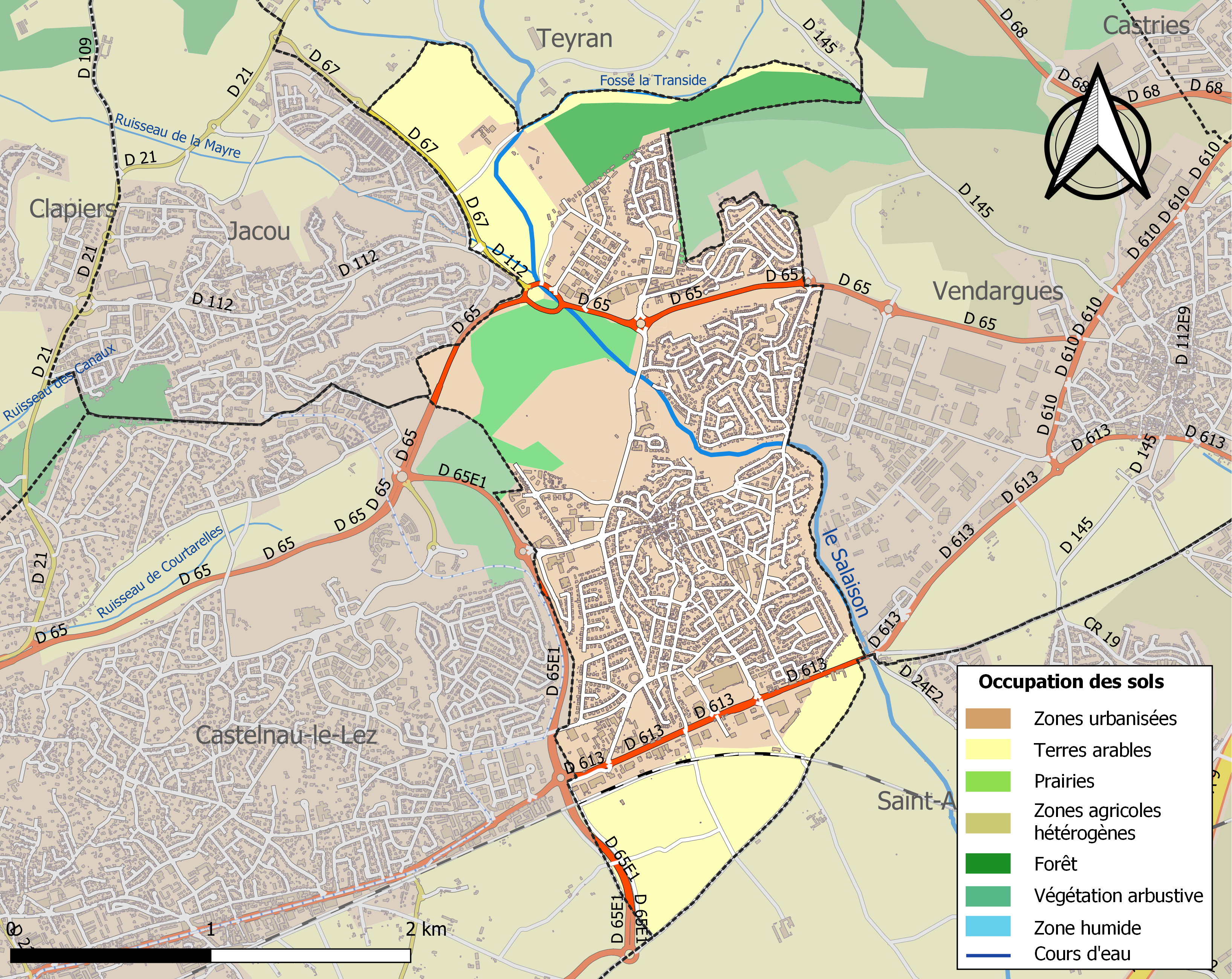
Carte des infrastructures et de l'occupation des sols de la commune en 2018 (CLC).

### Voies de communication et transports

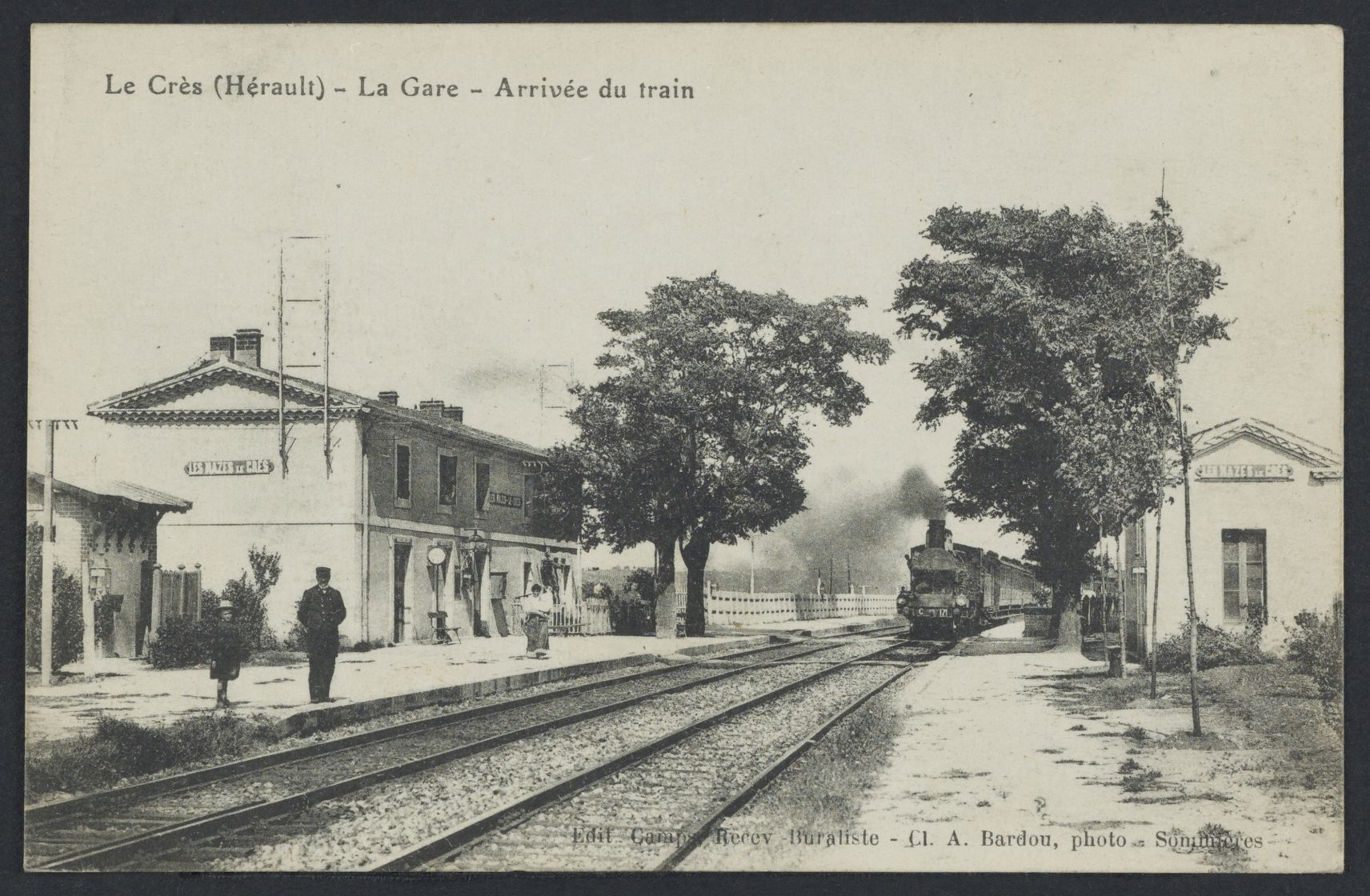
Carte postale de la gare (1910).

Le Crès est traversé par la RD 65, un boulevard urbain qui contourne la partie nord de Montpellier et sur laquelle circule environ 40 000 véhicules par jour.
La ville est desservie par les Transports de l'agglomération de Montpellier, depuis l'arrêt « Via Domitia » de la ligne 2 du tramway, situé sur la commune voisine de Castelnau-le-Lez, dont une passerelle à la hauteur du collège de la Voie Domitienne permet d'atteindre la station. Un bus partant du quartier Maumarin et allant en direction de Notre-Dame-de-Sablassou (qui est un arrêt du Tramway 2) est également à la disposition des Cressois. Une autre ligne de bus entre les quartiers de Maumarin et de Jean Jaurès relient les extrémités du Crès en desservant également l'arrêt de tramway Via Domitia.

### Risques majeurs
Le territoire de la commune du Crès est vulnérable à différents aléas naturels : météorologiques (tempête, orage, neige, grand froid, canicule ou sécheresse), inondations, feux de forêts et séisme (sismicité faible). Il est également exposé à un risque technologique,  le transport de matières dangereuses. Un site publié par le BRGM permet d'évaluer simplement et rapidement les risques d'un bien localisé soit par son adresse soit par le numéro de sa parcelle.

#### Risques naturels
La commune fait partie du territoire à risques importants d'inondation (TRI) de Montpellier-Lunel-Maugio-Palavas, regroupant 49 communes du bassin de vie de Montpellier et s'étendant sur les départements de  l'Hérault et du Gard, un des 31 TRI qui ont été arrêtés fin 2012 sur le bassin Rhône-Méditerranée, retenu au regard des risques de submersions marines et de débordements du Vistre, du Vidourle, du Lez et de la Mosson. Parmi les événements significatifs antérieurs à 2019 qui ont touché le territoire, peuvent être citées les crues de septembre 2002 et de septembre 2003 (Vidourle) et les tempêtes de novembre 1982 et décembre 1997 qui ont touché le littoral. Des cartes des surfaces inondables ont été établies pour trois scénarios : fréquent (crue de temps de retour de 10 à 30 ans), moyen (temps de retour de 100 à 300 ans) et extrême (temps de retour de l'ordre de 1 000 ans, qui met en défaut tout système de protection). La commune a été reconnue en état de catastrophe naturelle au titre des dommages causés par les inondations et coulées de boue survenues en 1982, 1987, 1994, 1997, 2001, 2002, 2003, 2014 et 2015,.
Le Crès est exposée au risque de feu de forêt. Un plan départemental de protection des forêts contre les incendies (PDPFCI) a été approuvé en juin 2013 et court jusqu'en 2022, où il doit être renouvelé. Les mesures individuelles de prévention contre les incendies sont précisées par deux arrêtés préfectoraux et s’appliquent dans les zones exposées aux incendies de forêt et à moins de 200 mètres de celles-ci. L’arrêté du 25 avril 2002 réglemente l'emploi du feu en interdisant notamment d’apporter du feu, de fumer et de jeter des mégots de cigarette dans les espaces sensibles et sur les voies qui les traversent sous peine de sanctions. L'arrêté du 11 mars 2013 rend le débroussaillement obligatoire, incombant au propriétaire ou ayant droit,.

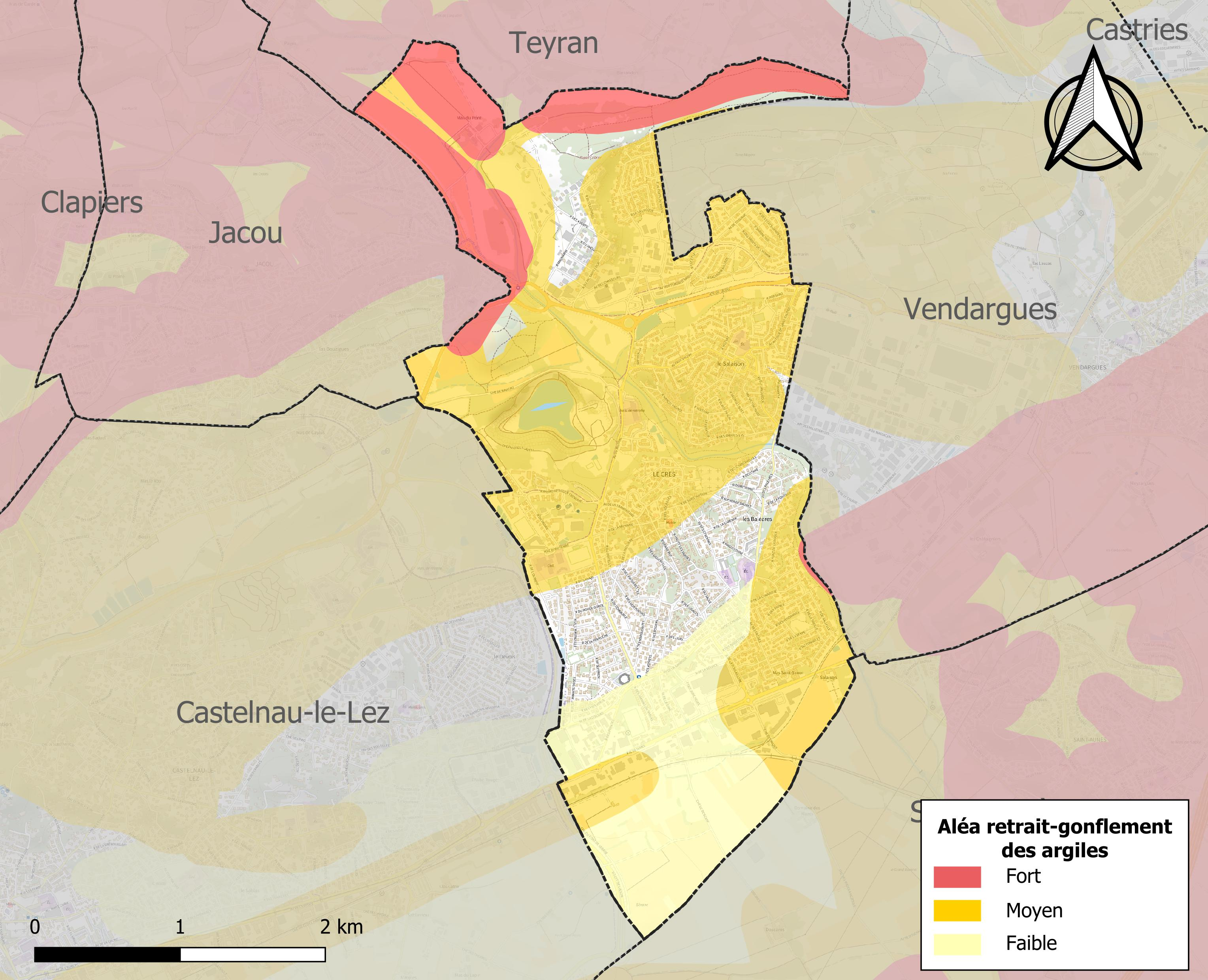
Carte des zones d'aléa retrait-gonflement des sols argileux du Crès.

Le retrait-gonflement des sols argileux est susceptible d'engendrer des dommages importants aux bâtiments en cas d’alternance de périodes de sécheresse et de pluie. 68,4 % de la superficie communale est en aléa moyen ou fort (59,3 % au niveau départemental et 48,5 % au niveau national). Sur les 2 873 bâtiments dénombrés sur la commune en 2019, 1 886 sont en aléa moyen ou fort, soit 66 %, à comparer aux 85 % au niveau départemental et 54 % au niveau national. Une cartographie de l'exposition du territoire national au retrait gonflement des sols argileux est disponible sur le site du BRGM,.
Par ailleurs, afin de mieux appréhender le risque d’affaissement de terrain, l'inventaire national des cavités souterraines permet de localiser celles situées sur la commune.

#### Risques technologiques
Le risque de transport de matières dangereuses sur la commune est lié à sa traversée par des infrastructures routières ou ferroviaires importantes ou la présence d'une canalisation de transport d'hydrocarbures. Un accident se produisant sur de telles infrastructures est susceptible d’avoir des effets graves sur les biens, les personnes ou l'environnement, selon la nature du matériau transporté. Des dispositions d’urbanisme peuvent être préconisées en conséquence.

## Toponymie
La commune a été connue sous les variantes : villa S. Martini de Crecio (1096), villam de Crecio (1111), villam de Crez (1212), de Cresio (1529), le Cres (1648).
Le nom Le Crès est une variante de le Grès, de l'occitan gres, cres = terrain pierreux.

## Histoire
Les premières traces de vie humaine dans la commune remontent au Néolithique (-3800).
Pendant l'Ancien Régime, Le Crès a formé une seule paroisse avec Castelnau-le-Lez, sous les noms successifs de Castelnau-lès-Montpellier et Castelnau-Le Crès. Au début du XIXe siècle, le village du Crès, isolé de celui de Castelnau par une garrigue se développe et obtient des équipements liés à la commune : le curé de la paroisse en 1830, une école communale, son cimetière, etc. Les habitants demandent l'érection du Crès en tant que commune en 1846, 1849 et l'obtiennent finalement le 30 septembre 1872 avec un décret présidentiel d'Adolphe Thiers. La superficie originelle de la commune est proportionnelle à sa part dans la population de Castelnau-le-Crès.

### Héraldique
| Blason de Le Crès | Blason  | « D'azur à une grappe de raisin feuillée de deux pièces, suspendue à une lettre C capitale entourant un rameau d'olivier en barre fruité d'une pièce et feuillé de deux, l'ensemble soutenu de deux feuilles de chêne vert courbées passées en sautoir, le tout d'or, à la croix cléchée et pommetée d'or (croix occitane), remplie de gueules, brochant en pointe sur les feuilles de chêne ». |
| Blason de Le Crès | Détails | Création César Vezzani (années 1990)[réf. nécessaire]. |

## Politique et administration

### Liste des maires
| Période   | Période                    | Identité          | Étiquette | Qualité |
| --------- | -------------------------- | ----------------- | --------- | --- |
| 1944      | 1947                       | Raoul Royer       |           | |
| 1947      | 1953                       | Louis Gras        |           | |
| 1953      | 1969                       | Fernand Rouché    |           | Propriétaire-viticulteur |
| 1969      | 1994                       | Julien Quet       |           | |
| 1994      | 1995                       | Alain Banton      |           | |
| 1995      | 2001                       | Jean-Marie Rouche | DVD       | |
| 2001      | juin 2020                  | Pierre Bonnal     | PS        | Cadre de la Sécurité sociale Ancien conseiller général Ancien vice-président de la communauté d'agglomération de Montpellier |
| juin 2020 | En cours (au 29 juin 2020) | Stéphane Champay  | DVD       | Cadre administratif et commercial d'entreprise                                                                               |

### Politique de développement durable
La commune a engagé une politique de développement durable en lançant une démarche d'Agenda 21 en 2010.

### Jumelages
- Unterschleißheim (Allemagne) ;
- Monteroni d'Arbia (Italie).

## Population et société

### Démographie
L'évolution du nombre d'habitants est connue à travers les recensements de la population effectués dans la commune depuis 1872. Pour les communes de moins de 10 000 habitants, une enquête de recensement portant sur toute la population est réalisée tous les cinq ans, les populations de référence des années intermédiaires étant quant à elles estimées par interpolation ou extrapolation. Pour la commune, le premier recensement exhaustif entrant dans le cadre du nouveau dispositif a été réalisé en 2005.

En 2022, la commune comptait 9 267 habitants, en évolution de +0,09 % par rapport à 2016 (Hérault : +7,49 %, France hors Mayotte : +2,11 %).
| 1872 | 1876 | 1881 | 1886 | 1891 | 1896 | 1901 | 1906 | 1911 |
| ---- | ---- | ---- | ---- | ---- | ---- | ---- | ---- | ---- |
| 322  | 309  | 289  | 269  | 327  | 323  | 335  | 347  | 334  |

| 1921 | 1926 | 1931 | 1936 | 1946 | 1954 | 1962 | 1968  | 1975  |
| ---- | ---- | ---- | ---- | ---- | ---- | ---- | ----- | ----- |
| 356  | 385  | 449  | 444  | 435  | 535  | 650  | 1 388 | 4 529 |

| 1982  | 1990  | 1999  | 2005  | 2006  | 2010  | 2015  | 2020  | 2022  |
| ----- | ----- | ----- | ----- | ----- | ----- | ----- | ----- | ----- |
| 6 088 | 6 601 | 6 800 | 6 756 | 6 788 | 8 005 | 9 220 | 9 305 | 9 267 |

La commune du Crès fait partie de Montpellier Méditerranée Métropole qui compte 434 101 habitants.

## Économie

### Revenus
En 2018, la commune compte 4 039 ménages fiscaux, regroupant 9 729 personnes. La médiane du revenu disponible par unité de consommation est de 24 420 € (20 330 € dans le département). 59 % des ménages fiscaux sont imposés (45,8 % dans le département).

### Emploi
|                | 2008   | 2013   | 2018  |
| -------------- | ------ | ------ | ----- |
| Commune        | 7,7 %  | 9,4 %  | 8,6 % |
| Département    | 10,1 % | 11,9 % | 12 %  |
| France entière | 8,3 %  | 10 %   | 10 %  |

En 2018, la population âgée de 15 à 64 ans s'élève à 5 436 personnes, parmi lesquelles on compte 78,6 % d'actifs (70 % ayant un emploi et 8,6 % de chômeurs) et 21,4 % d'inactifs,. Depuis 2008, le taux de chômage communal (au sens du recensement) des 15-64 ans est inférieur à celui de la France et du département.
La commune fait partie du pôle principal de l'aire d'attraction de Montpellier,. Elle compte 2 384 emplois en 2018, contre 2 637 en 2013 et 2 439 en 2008. Le nombre d'actifs ayant un emploi résidant dans la commune est de 3 846, soit un indicateur de concentration d'emploi de 62 % et un taux d'activité parmi les 15 ans ou plus de 56,5 %.
Sur ces 3 846 actifs de 15 ans ou plus ayant un emploi, 622 travaillent dans la commune, soit 16 % des habitants. Pour se rendre au travail, 80,8 % des habitants utilisent un véhicule personnel ou de fonction à quatre roues, 6,1 % les transports en commun, 9,5 % s'y rendent en deux-roues, à vélo ou à pied et 3,6 % n'ont pas besoin de transport (travail au domicile).

### Activités hors agriculture
1 027 établissements sont implantés  au Crès au 31 décembre 2019. Le tableau ci-dessous en détaille le nombre par secteur d'activité et compare les ratios avec ceux du département,.
| Secteur d'activité                                                                                        | Commune | Commune | Département |
| Secteur d'activité                                                                                        | Nombre  | %       | %           |
| --- | ------- | ------- | ----------- |
| Ensemble                                                                                                  | 1 027   | 100 %   | (100 %)     |
| Industrie manufacturière, industries extractives et autres                                                | 41      | 4 %     | (6,7 %)     |
| Construction                                                                                              | 152     | 14,8 %  | (14,1 %)    |
| Commerce de gros et de détail, transports, hébergement et restauration                                    | 276     | 26,9 %  | (28 %)      |
| Information et communication                                                                              | 36      | 3,5 %   | (3,3 %)     |
| Activités financières et d'assurance                                                                      | 31      | 3 %     | (3,2 %)     |
| Activités immobilières                                                                                    | 50      | 4,9 %   | (5,3 %)     |
| Activités spécialisées, scientifiques et techniques et activités de services administratifs et de soutien | 187     | 18,2 %  | (17,1 %)    |
| Administration publique, enseignement, santé humaine et action sociale                                    | 158     | 15,4 %  | (14,2 %)    |
| Autres activités de services                                                                              | 96      | 9,3 %   | (8,1 %)     |

Le secteur du commerce de gros et de détail, des transports, de l'hébergement et de la restauration est prépondérant sur la commune puisqu'il représente 26,9 % du nombre total d'établissements de la commune (276 sur les 1027 entreprises implantées  au Le Crès), contre 28 % au niveau départemental.

### Agriculture
|               | 1988 | 2000 | 2010 | 2020 |
| ------------- | ---- | ---- | ---- | ---- |
| Exploitations | 33   | 19   | 10   | 4    |
| SAU (ha)      | 297  | 370  | 156  | 129  |

La commune est dans les Garrigues, une petite région agricole occupant une partie du centre et du nord-est du département de l'Hérault. En 2020, l'orientation technico-économique de l'agriculture  sur la commune est la viticulture. Quatre exploitations agricoles ayant leur siège dans la commune sont dénombrées lors du recensement agricole de 2020 (33 en 1988). La superficie agricole utilisée est de 129 ha,,.

## Culture locale et patrimoine

### Manifestations culturelles et festivités
La fête locale a lieu chaque année le week-end vers le 15 août. Elle se déroule principalement sur la place du marché et les rues avoisinantes, près de la mairie, ainsi que dans les arènes.

### Lieux et monuments
- La présence de la voie Domitienne est rappelée par deux bornes milliaires : celle dite de « Tibère » dans la façade sud de l'église et l'autre dite « Auguste » dans le rond-point Caius Domitius (avenue du Mistral). La voie traverse la commune depuis l'impasse du Gué à l'est jusqu'au rond-point Caius Domitius à l'ouest.
- Église Saint-Martin du Crès. L'église paroissiale Saint Martin[36] date du XIe siècle.
- Le lac du Crès est une étendue d'eau artificielle de 6 hectares avec une profondeur maximale de 15 mètres dans un espace de verdure entretenu de 27 ha. Il est issu d'une carrière exploitée des années 1960 à 1990 est aménagée en lac et parcours de loisirs depuis le milieu des années 1990. Au lieu d'une décharge du District de Montpellier, le conseiller municipal d'opposition, Jean-Marie Rouché, élu maire en 1995, propose de transformer le site en un lac de baignade entouré d'un parc[37]. Moyennant un montant de 378 000 € investis en 2018, une piste cyclable et un circuit piétonnier sont aménagés et une refonte ombragée du parking est effectuée. Ces travaux viennent compléter l'existant des lieux où la baignade est surveillée sur la moitié de sa surface en période estivale[38].
- Un groupe  en bronze de Nella Buscot, nommée Sur le chemin de l’école et représentant deux enfants[39], a été inaugurée le 30 mai 2015. La sculpture est placée sur l'avenue des Baléares[40].
- La salle de spectacle Agora est inaugurée le 14 janvier 2017. Cette salle de 1 300 m2 accueille diverses manifestations culturelles : théâtre, concert, danse, etc. L'Agora bénéficie d'un amphithéâtre de 246 places assises, de deux salles de réunions et d'un parking gratuit.
- les nouvelles arènes du Crès, dont la 1re pierre est posée le 8 mars 2024 pour un coût de 6 millions d'euros[41],[42]. Elle dispose de 850 places et peuvent accueillir des spectacles, concerts et jeux taurins[42].

Le Crès et ses environs
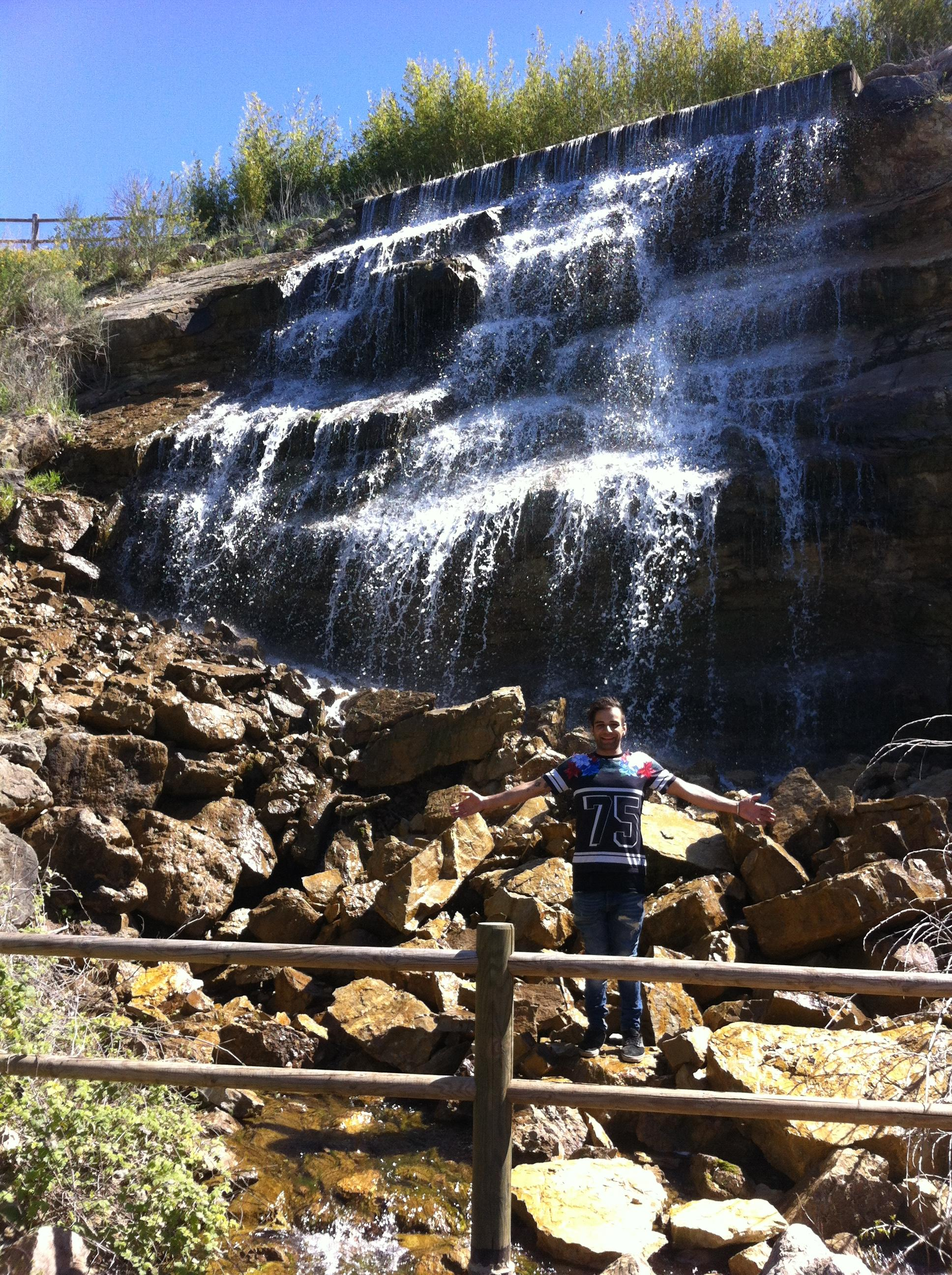
Vue de la cascade lac du Crès.
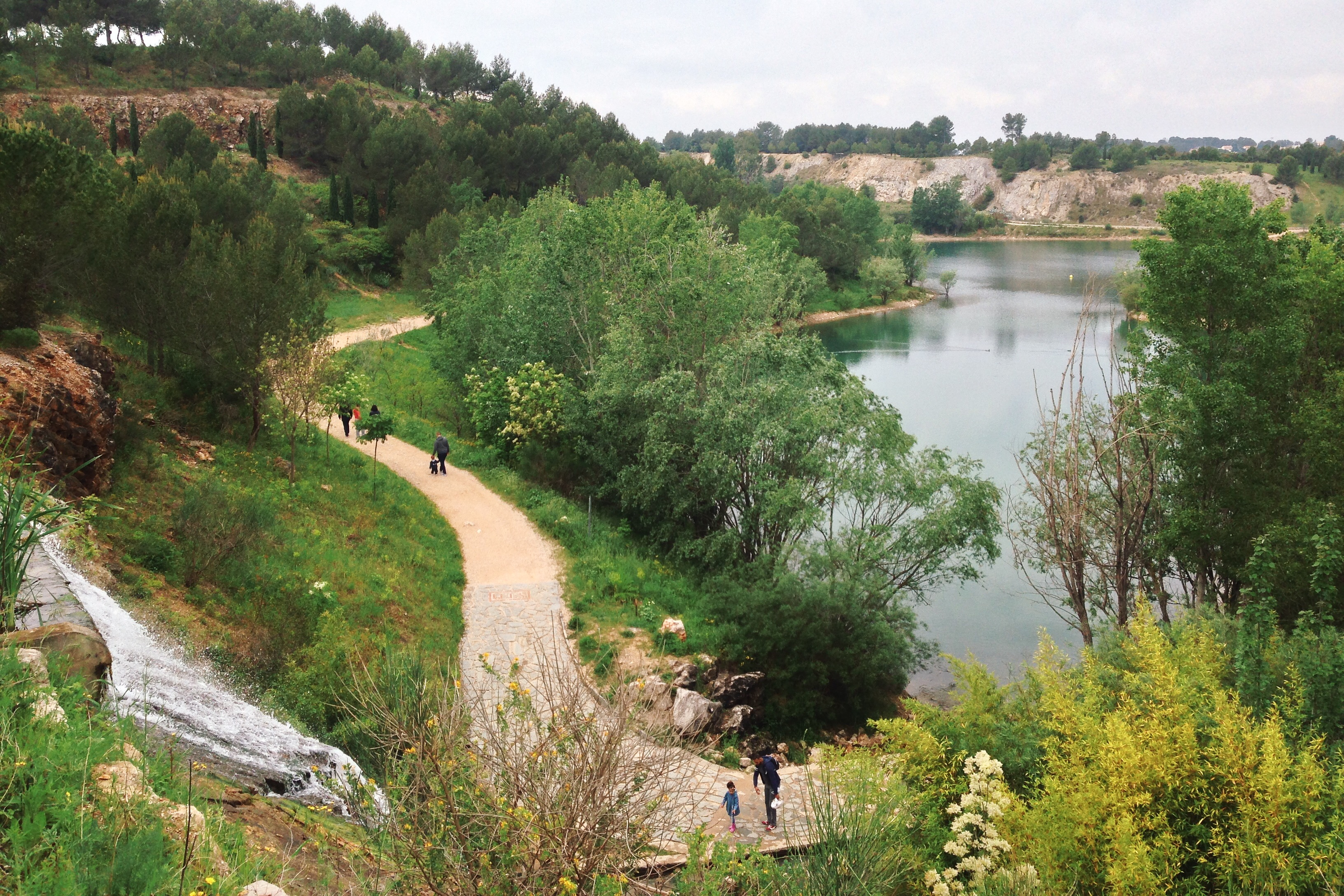
Vue générale du lac du Crès.
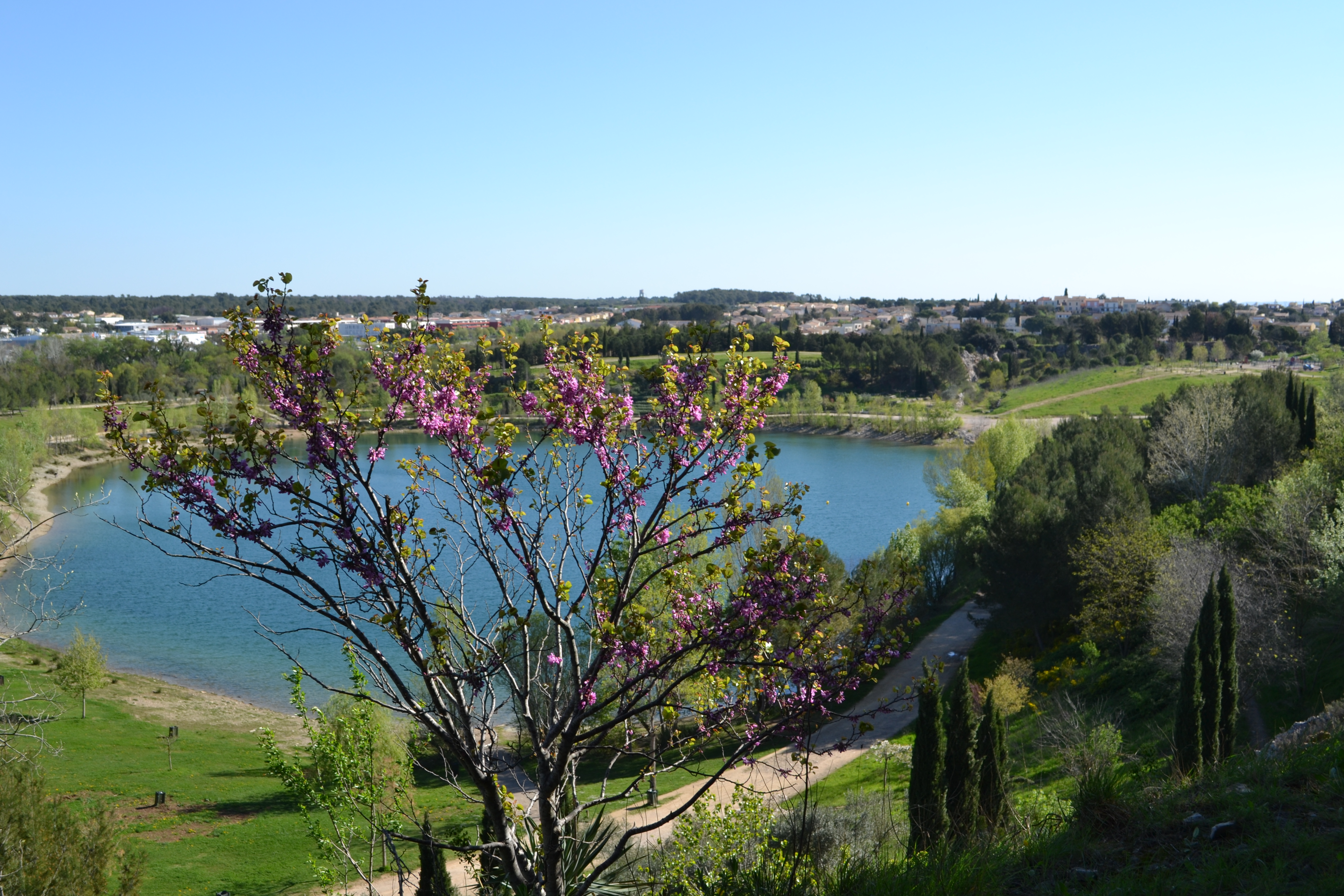
Vue générale du lac du Crès.
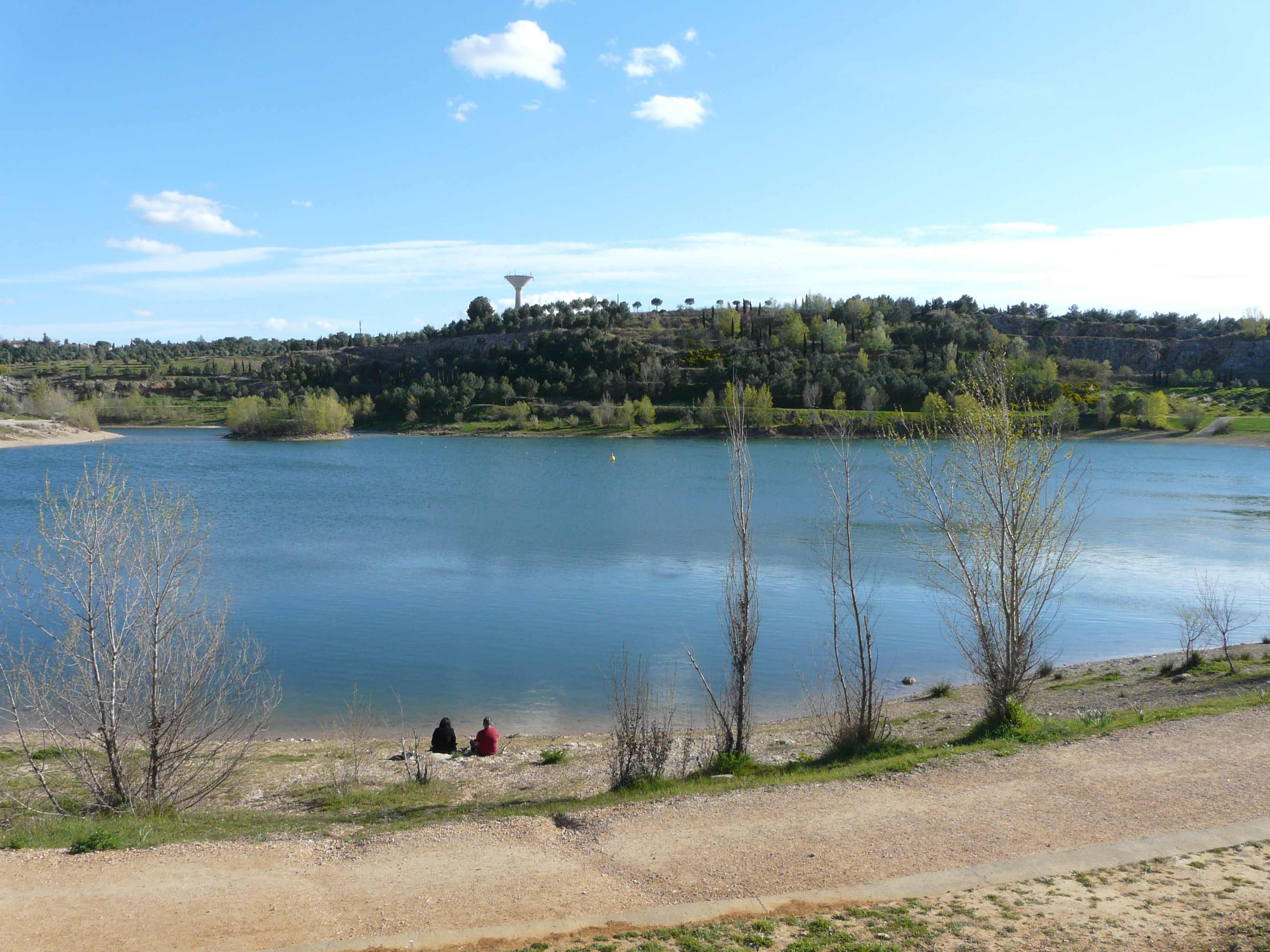
Vue générale du lac du Crès.
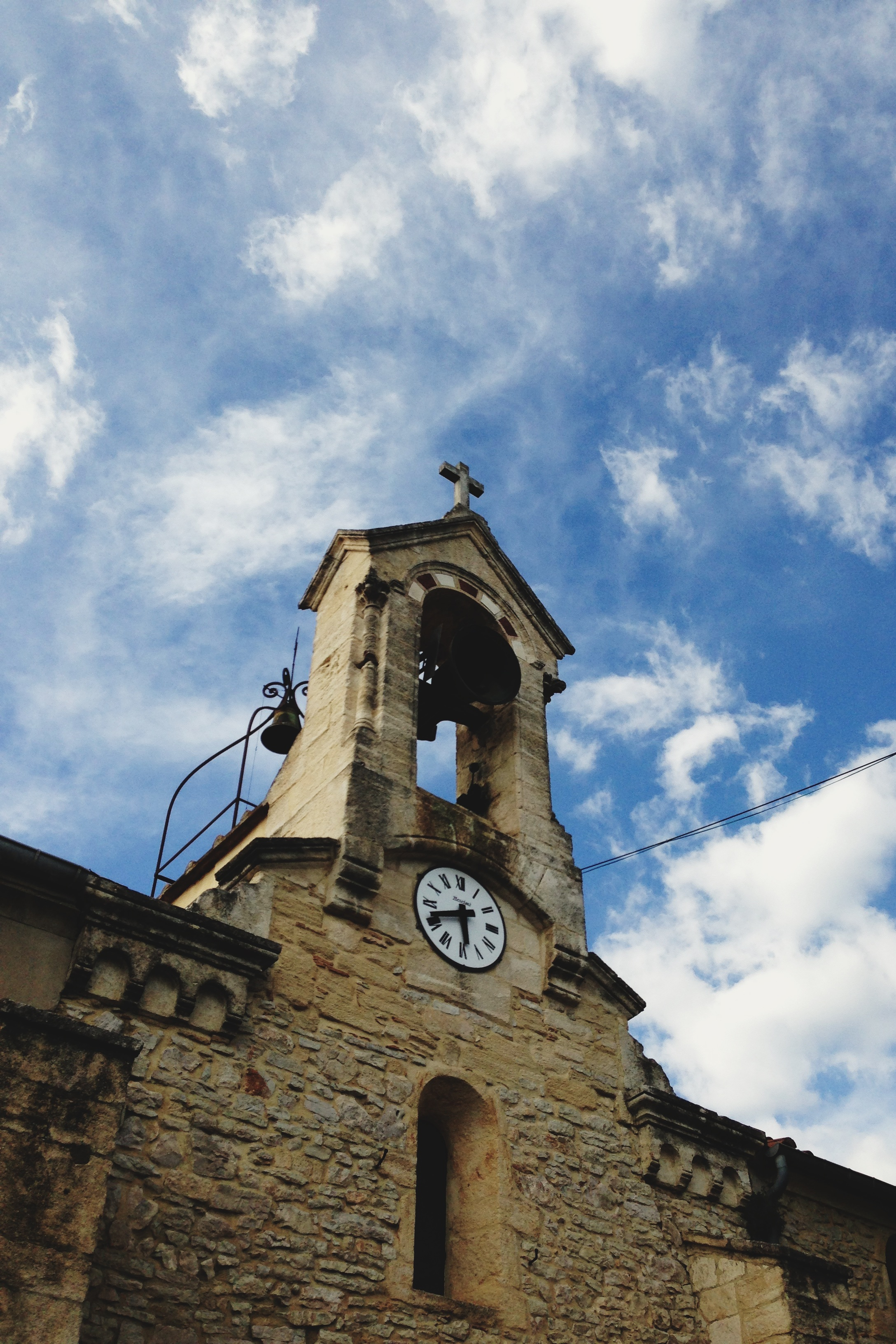
Vue du clocher de l'église Saint-Martin.
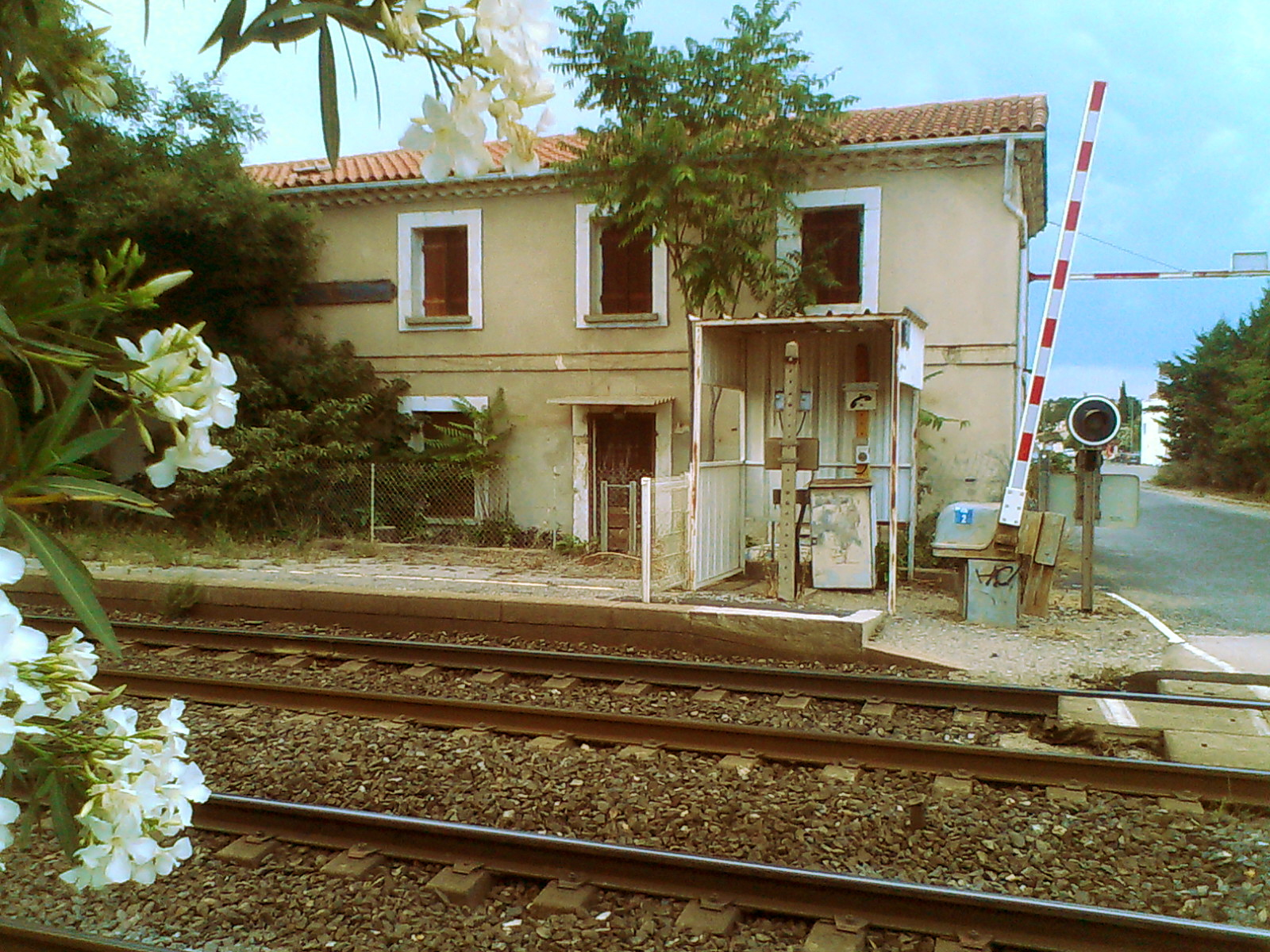
Vue de la gare SNCF des Mazes en 2014.

### Personnalités liées à la commune
- Frédéric Durand (né en 1967), raseteur ;
- Damien Ledentu (né en 1968), arbitre international de football ;
- Rémi Gaillard (né en 1975), vidéaste ;
- Grégory Carmona (né en 1979), footballeur professionnel.